# 찬드라칸타
《찬드라칸타》(힌디어: चंद्रकांता, 영어: Chandrakanta - An Elusive Love Story)는 2017년부터 2018년까지 방영된 인도의 텔레비전 드라마이다.